# 高良姜素
高良姜素（化学式C15H10O5）是一种黄酮醇。

## 生物活性
研究发现，高良姜素在体外具有抗菌和抗病毒活性。同时，体外试验还发现高良姜素能抑制乳腺癌细胞的增殖。